# B-lok (första serien)

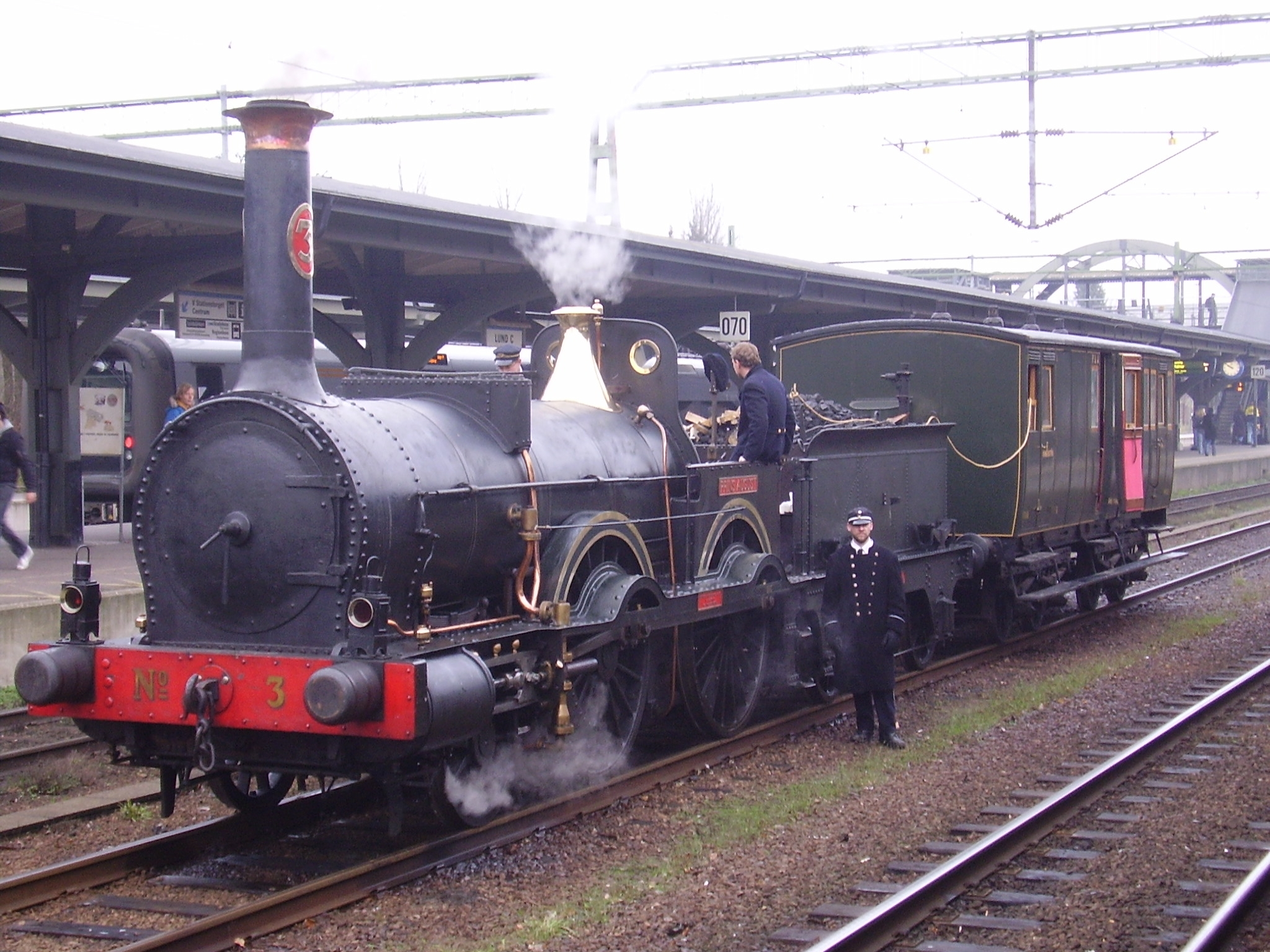
Prins August, byggt 1856 av Beyer-Peacock i England, är ett exempel på tidiga tenderlok. Här ses loket i Lund i samband med järnvägens 150-årsjubileum med en personvagn från Frövi–Ludvika Järnväg.

Ånglok av littera B är ett av Statens Järnvägars tidigaste ånglok. Loken skaffades innan littera införts och benämndes endast lok för blandade tåg. De första sex loken levererades 1856 från Beyer, Peacock and Company i England, tre till Södra stambanan och tre till Västra stambanan. Södra stambanans lok fick namnen prins Carl, prins Oscar och prins August efter tre av dåtidens prinsar. Loken på Västra stambanan fick namnen Stockholm, Göteborg och Norden. Loket Prins August gav enligt traditionen, genom prinsens välkänt svaga begåvning, upphov till uttrycket dummare än tåget. Enligt Sveriges Järnvägsmuseum finns det dock inga belägg för detta, utan uttrycket "dummare än tåget" skall härröra från 1920-talet.
År 1876 infördes systemet med Littera där loken fick litt B. 1882-1889 erhöll 19 av loken nya ångpannor, och i samband med det infördes 1886 ett system där lok utan ombyggd panna fick littera Ba medan lok med ombyggd panna fick littera Bb. Då de nya pannorna skiljde sig åt beslutade man 1890 att dela in de ombyggda loken i littera Bb1 och Bb2. Även de icke ombyggda kom att klassas i typerna Ba1 och Ba2. De sista loken togs ur trafik 1905. Det sista kvarvarande förutom Prins August var Urda som såldes som skrot 1915.
Av de 45 lok som Statens Järnvägar skaffade byggdes 23 av Beyer-Peacock, fem av Nyköpings Mekaniska Verkstad, åtta av Motala verkstad och nio av Nydqvist & Holm.
Av de äldsta B-loken är ett, Prins August, bevarat. Det togs ur trafik 1906, men sparades som museiföremål. Vid 100-årsjubileet 1956 restaurerades det till körbart skick och är därigenom i dag ett av världens äldsta körbara lok i originalskick.  Loket tas vid enstaka tillfällen ut från sin ordinarie placering på Sveriges järnvägsmuseum i Gävle och uppvisningskörs. Detta skedde till exempel vid firandet av sträckan Malmö–Lunds 150-årsjubileum 2006.